# Bennie Green
Bennie Green (Chicago, 16 aprile 1923 – San Diego, 23 marzo 1977) è stato un trombonista statunitense.

## Biografia
Green respirava musica jazz in famiglia, dato che un fratello suonava il sassofono tenore con Roy Eldridge. Si formò in un istituto superiore di Chicago che offriva eccellenti programmi didattici musicali, e, dopo le prime esperienze da trombonista in gruppi locali, nel 1942 il musicista appena diciannovenne venne presentato da Budd Johnson a Earl Hines; Green si unì alla formazione di Hines rimanendovi fino al 1948, per passare, nel successivo biennio, a lato di Charlie Ventura in sostituzione di Kai Winding; a seguire, nel 1950 fu con il duo Gene Ammons-Sonny Stitt, nel 1953 prese parte a una originale formazione ideata da Charlie Mingus che insieme a Green comprendeva altri tre trombonisti di fama: J.J. Johnson, Kai Winding e Willie Dennis; e poi suonò con il proprio gruppo dalla metà degli anni cinquanta ai primi del decennio successivo. Dopo una sospensione delle attività musicali, affiancò Sonny Clark, Paul Chambers, Ike Quebec, Elvin Jones, Booker Ervin e Sarah Vaughan; nel 1969 era membro dell’orchestra di Duke Ellington, e infine si stabilì a Las Vegas dove proseguì localmente l’attività musicale.

## Discografia
- 1951 – Trombone by Three
- 1954 – Benny Green
- 1954 – J.J. Johnson, Kai Winding, Bennie Green with Strings
- 1954 – Kai and Jay, Bennie Green with Strings
- 1955 – Bennie Green Sextet
- 1955 – Bennie Green Blows His Horn
- 1955 – Blow Your Horn
- 1956 – With Art Farmer
- 1956 – Walking Down
- 1956 – Trombone by Three
- 1958 – Back on the Scene
- 1958 – Soul Stirrin’
- 1958 – The Swingin’est
- 1958 – The 45 Session
- 1958 – Minor Revelation
- 1959 – Walkin’ and Talkin’
- 1960 – Bennie Green
- 1960 – Catwalk
- 1960 – Bennie Green Quintet Swings the Blues
- 1961 – Glidin’ Alone
- 1961 – Hornful of Soul
- 1961 – Futura[4]